# 契王
契王（けいおう、生年不詳 - 346年）は百済の第12代の王（在位：344年 - 346年）であり、第10代の汾西王の子。諱・諡は伝わっていない。304年に父である汾西王が死去したときには幼かったため王位にはつかず、代わりに推戴された比流王が344年10月に死去し、契王が王位についた。
『三国史記』百済本紀には治績は記されず、在位3年目の346年9月に死去したことを伝えるのみである。